# Saffiatou Singhateh
Saffiatou Kassim Singhateh (auch Safiatou oder Safiatu, geb. in Gambia) ist eine gambische Frauenrechtlerin.

## Leben
Singhateh studierte Women's Studies, Social Policy und Administration in Canterbury und an der Swansea University.
Ab Anfang der 1980er Jahre war sie in der Frauenbewegung aktiv und leitete ein Pilotprojekt von Women in Development der Weltbank. Um 1989 war sie Direktorin des Women’s Bureau. Sie engagierte sich ab Mitte der 1980er Jahre in der Frauenrechtsorganisation GAMCOTRAP (Gambia Committee on Traditional Practices Affecting the Health of Women and Children), die sich unter anderem gegen weibliche Genitalverstümmelung einsetzt.
1991 war sie Mitbegründerin der Foundation for Research on Women’s Health, Productivity and the Environment (BAFROW) und um 1994 deren Direktorin. Ab 1994 arbeitete sie bei der Frauenrechtsorganisation FEMNET (auch bekannt als African Women's Development and Communication Network) als Koordinatorin. Von 1995 bis 1997 oder 1998 war sie deren Direktorin.
Um 1998 war sie Regionalkoordinatorin für Frauengesundheit der Weltgesundheitsorganisation (WHO). Ab etwa 2002 bis mindestens 2008 war sie für den Bevölkerungsfonds der Vereinten Nationen (englisch United Nations Population Fund, UNFPA) tätig.
Einen Schwerpunkt ihrer Tätigkeiten bildet der Kampf gegen weibliche Genitalverstümmelung.

## Auszeichnungen
- 2005 erhielt sie den Order of the Republic of The Gambia in der Stufe Officer.[14]
- 2016 wurde sie neben 700 anderen Personen vom Präsidenten Yahya Jammeh mit dem July 22nd Revolution Award ausgezeichnet.[15]